# 비티니아
비티니아(그리스어:Βιθυνία , 라틴어: Bithynia)는 소아시아 북부 흑해에 접한 지역을 부르던 고대의 지명으로, 같은 이름의 왕국이 있었으며, 로마 제국 시대에는 일개 속주였다. 현재의 터키의 아시아 북부이다.
지역적으로 마르마라해, 보스포루스 해협, 흑해에 면한 지역으로 예전부터 지리적으로 중요한 위치에 있었다. 중요한 도시로는 니코메데이아, 칼케돈, 니케아 등이 있었다. 헤로도토스, 크세노폰 등 고대의 기록에 따르면 비티니아는 트라케에서 넘어온 부족의 땅이었다고 하며 리디아와 페르시아 제국에게 차례로 복속되었지만 독립성은 보장받고 있었던 것으로 보인다.
기원전 3세기 니코메데스 1세가 그 세력을 크게 확장하여 니코메데이아를 세웠고 소아시아의 강력한 국가로 부상하였다. 그러나 기원전 1세기 니코메데스 4세에 이르러 폰토스의 미트리다테스 6세에게 위협을 받고 독립을 지키지 못하였고 결국 로마에 굴복하여 로마에 헌납했다. 이후 로마 제국의 속주로 있다가 트라야누스 황제 시기에 폰토스와 합병되었고 이후 비잔티움 제국 시대에 두 지역으로 분리되었다.